# لازر گالستیان
لازر آرامی گالستیان (ارمنی: Լազր Արամի Գալստյան؛ زادهٔ ۷ ژوئیهٔ ۱۹۳۵) یک  سیاستمدار اهل ارمنستان است که از تاریخ ۱۹۹۰ تا تاریخ ۱۹۹۵ سمت نمایندگی دوره اول شورای عالی جمهوری ارمنستان را برعهده داشت.

## زندگی‌نامه
در ۷ ژوئیهٔ ۱۹۳۵  در ارمنستان به دنیا آمد . 